# Lakisamni
Els lakisamni, o Laquisimne, (espanyol Laquisimes) eren una de les divisions dels amerindis yokuts, originaris de l'àrea del riu Stanislaus. Els lakisamni probablement habitat el territori des de l'actual Ripon a l'oest fins a Knights Ferry a l'est. Les pedres de morter sobre les roques a la vora del Stanislaus a Knights Ferry evidencien que la tribu va viure un cop a la zona.
Durant les expedicions espanyoles en l'àrea de Gabriel Moraga, els lakisamni foren hostils i els espanyols els va tractar de la mateixa manera. Els lakisamni va viure al costat de la tribu miwok de Tawalimnu. Els espanyols van batejar l'actual riu Stanislaus River després d'ells: convertiren "Lakisamni" en l'espanyol "Laquisimes" (o en singular "Laquisime").
Dos notables lakisamni foren:
- Estanislao (nascut Cucunuchi), líder que es va rebel·lar contra el domini espanyol a Califòrnia ..
- José Jesús (també conegut com a Hozá Ha-sóos), líder que va succeir Estanislao.